# Johann Friedrich Funk (1745)
Pour les articles homonymes, voir Johann Friedrich Funk (1706) et Funk (homonymie).
Johann Friedrich Funk II né le 26 octobre 1745 à Berne, mort le 4 décembre 1811 à Berne, originaire de Nidau), est un sculpteur suisse.

## Biographie
Johann Friedrich Funk II apprend son métier de sculpteur dans l’atelier de son père homonyme, Johann Friedrich Funk I. De 1766 à 1771, il étudie à Paris à Académie Royale et gagne sa vie comme professeur de dessin.
Il rentre à Berne en 1775 et y reprend l’atelier de son père. Ses activités comprennent la sculpture, les glaces ou miroirs, les encadrements et travaux de dorure. En 1777, Funk élabore le buste d’Albrecht von Haller et un cénotaphe pour le bourgmestre de Bâle Isaak Hagenbach dans le cloître la cathédrale de Bâle. D’autres monuments suivent en 1779 pour Abraham Samuel Lombach, dans l’église de Bümpliz et en 1782 pour le mathématicien Daniel Bernoulli dans l’église Saint-Pierre à Bâle. Il réalise en 1785 le trône d’avoyer à l’hôtel de ville de Berne, de style Louis XVI.
Funk a été marié deux fois : en 1777 avec Maria Elisabeth Kurz, et en 1805 avec Maria Dällenbach.
La collection la plus importante d’œuvres dues à Johann Friedrich Funk II se trouve aujourd’hui au château de Jegenstorf.

## Source
- (de) Cet article est partiellement ou en totalité issu de l’article de Wikipédia en allemand intitulé « Johann Friedrich Funk (Bildhauer, 1745) » (voir la liste des auteurs).